# Phaeostigma klimeschiellum
Phaeostigma klimeschiellum är en halssländeart som beskrevs av H. Aspöck et al. 1982. Phaeostigma klimeschiellum ingår i släktet Phaeostigma och familjen ormhalssländor. Inga underarter finns listade i Catalogue of Life.